# Bolitophila japonica
Bolitophila japonica är en tvåvingeart som först beskrevs av Toyohi Okada 1934.  Bolitophila japonica ingår i släktet Bolitophila och familjen smalbensmyggor. Inga underarter finns listade i Catalogue of Life.